# Quevedo: Bzrp Music Sessions Vol. 52
Quevedo: Bzrp Music Sessions Vol. 52 è un singolo del produttore discografico argentino Bizarrap e del rapper spagnolo Quevedo, pubblicato il 6 luglio 2022.

## Video musicale
Il video è stato reso disponibile sul canale YouTube di Bizarrap in contemporanea all'uscita del singolo.

## Tracce
Testi e musiche di Gonzalo Julián Conde, Pedro Domínguez Quevedo e Santiago Alvarado.
1. Quevedo: Bzrp Music Sessions Vol. 52 – 3:18

## Successo commerciale
Il singolo ha segnato il primo ingresso per entrambi gli artisti nella Billboard Hot 100 statunitense, dove ha debuttato nella pubblicazione del 6 agosto 2022 al 98º posto grazie a 5,3 milioni di stream.

## Classifiche

### Classifiche settimanali
| Classifiche (2022-23) | Posizione massima |
| --------------------- | ----------------- |
| Argentina             | 1                 |
| Bolivia               | 1                 |
| Canada                | 95                |
| Cile                  | 1                 |
| Colombia              | 1                 |
| Costa Rica            | 1                 |
| Ecuador               | 1                 |
| El Salvador           | 1                 |
| Francia               | 158               |
| Italia                | 1                 |
| Lussemburgo           | 21                |
| Messico               | 1                 |
| Paraguay              | 1                 |
| Portogallo            | 1                 |
| Repubblica Dominicana | 3                 |
| Spagna                | 1                 |
| Stati Uniti           | 79                |
| Svizzera              | 15                |

### Classifiche di fine anno
| Classifica (2022) | Posizione |
| ----------------- | --------- |
| Italia            | 30        |
| Paraguay          | 3         |
| Spagna            | 1         |
| Svizzera          | 62        |
| Uruguay           | 1         |
| Classifica (2023) | Posizione |
| Italia            | 9         |
| Portogallo        | 12        |
| Spagna            | 13        |
| Svizzera          | 19        |
| Classifica (2024) | Posizione |
| Italia            | 90        |
| Spagna            | 75        |